# Dietrich von Quitzow
Dietrich von Quitzow (* 1366; † 13. Februar 1417 in Harbke), Markgräflicher Rat und Vogt zu Wredenhagen, war im Raum Berlin und Brandenburg zusammen mit seinem Bruder Johann von Quitzow einer der gefürchteten und allseits bekannten Raubritter seiner Zeit.

## Leben
Es war die Zeit nach dem Tode Kaisers Karl IV. Seine Nachfolger interessierten sich zunächst nicht sonderlich für die Mark Brandenburg, es kam zur Anomie und die Region stand vor dem Kollaps. Diese Situation ermöglichte es verschiedenen Rittern aus den in der Prignitz ansässigen Adelsfamilien, vor allem der Quitzows, Gans zu Putlitz, Bredows u. a., mit ihren Heerscharen, die man mit Privatarmeen vergleichen kann, das Vakuum auszunutzen und durch Brandschatzung und Plünderung ihre Besitztümer zu vermehren.
Vor allem Dietrich von Quitzow galt als einer der grausamsten und hinterlistigsten Kämpfer dieser Szene. Bereits 1391 ließ er von sich hören, als er den Ort Milow bei Rathenow belagerte. Hier erlitt er eine Niederlage und wurde für vier Jahre dem Erzbischof von Magdeburg Albrecht IV. von Querfurt zum Arrest ausgeliefert. Nach seiner Freilassung nahm er zunächst gemeinsam mit seinem Bruder Johann an den Raubzügen seines Vaters Kuno von Quitzow († 1402), Herr auf Burg Kletzke, teil, die sich ab 1399 dann besonders auf die gesamte Mark Brandenburg erstreckten. Nach ihres Vaters Tod wurden die beiden Brüder zum Inbegriff des Grauens. Bei der Durchführung seiner Aktionen scheute sich Dietrich von Quitzow auch nicht, wechselnde Bündnisse für die Durchsetzung seiner Ziele einzugehen.
So verband er sich 1402 zusammen mit seinem Bruder Johann zunächst mit den Herzögen von Pommern und fiel mit diesen ohne Vorwarnung in die Landschaft Barnim, einem Teil der Mark Brandenburg, ein und eroberte Bötzow, das spätere Oranienburg, die Burg Neumühl sowie am 21. September 1402 die Stadt Strausberg. Doch dieses Bündnis dauerte nicht lange und Dietrich wechselte die Seite. Auf Wunsch der Berliner wurde er mit der Führung der offiziellen Landestruppen betraut und sein Bruder zum Landeshauptmann der Mittelmark bestellt. Mit diesen Landestruppen gelang es ihm nun, seine ehemaligen Verbündeten aus Pommern aus der Region zu vertreiben und er wurde von den Berlinern nun als Befreier gefeiert. Seine Eroberungen und Plünderungen in der Mark gingen aber ungehindert weiter und so nahm er 1405 Saarmund sowie die Burg und Stadt Köpenick ein und kontrollierte somit nun auch die Handelswege. Am 13. April 1409 verlieh er zwar dem Rat der Stadt Köpenick im Auftrag des Markgrafen Jobst von Mähren die Gerichtsbarkeit über deren Bürger, um intern für Ruhe zu sorgen. Trotzdem kam es aber, wohl auch auf Grund seiner despotischen und unberechenbaren Art und seiner exzessiven Saufgelage auch hier zum offenen Bruch. Aber erst als König Sigismund der spätere Kaiser, nach dem Tod des Jobst von Mähren, den Burggrafen von Nürnberg, damals Friedrich VI. nun als Friedrich I. von Brandenburg zum neuen Markgrafen und später zum Kurfürsten eingesetzt hatte, wendete sich das Blatt zum Nachteil Dietrichs.
Von seinen neuen Amtssitz in Berlin-Cölln aus sammelte Friedrich I. Verbündete um sich, nachdem er sich 1412 in der Schlacht um Kremmen u. a. gegen Dietrich von Quitzows Mannen behaupten konnte, und griff die aufsässigen Adelsfamilien und deren Besitztümer erneut an. So musste auch Dietrich schließlich einige Besitztümer aufgeben und flüchtete im Februar 1414 in seine Stammburg Friesack. Friedrich verfolgte ihn aber auch dorthin und konnte mit einer neuartigen Kanone, die auf Grund ihrer Trägheit und Schwere den Namen „Faule Grete“ erhielt, die Burg Friesack erobern. Dietrich gelang es aber zu fliehen.
Jetzt ständig auf der Flucht in Richtung Mecklenburg, wo er zunächst auf der Burg Stargard beim Herzog von Stettin, Otto II., Zuflucht fand, durchstreifte er mit seinen Mannen plündernd und brandschatzend die Länder. Er überfiel im September 1414 u. a. die Orte Nauen, Vieritz, Niemegk, Wittbrietzen und Schönefeld, mordete und brandschatzte und machte auch vor seinen eigenen Vettern Claus und Henning nicht halt. Erst der Ausbruch der Pest sowohl in der Bevölkerung als auch unter seinen eigenen Leuten behinderte seine weiteren Pläne erheblich, und ein vorgesehener Angriff auf Beelitz konnte nicht mehr durchgeführt werden, lediglich Buchholz konnte er noch plündern. Da mittlerweile am 10. Mai 1415 die Reichsacht über seine derzeitigen Verbündeten, die Stettiner Herzöge, verhängt worden war, trennten diese sich von Dietrich von Quitzow und erreichten dadurch für sich einen Waffenstillstand. Dietrich musste erneut die Flucht ergreifen und fand nun Unterschlupf bei seiner Schwester Mathilde, verheiratete von Veltheim, auf Schloss Harbke. Von den vielen Kämpfen verarmt und erschöpft sowie gesundheitlich angeschlagen, starb er dort am 13. Februar 1417. Begraben wurde er im Kloster Marienborn.
Dietrich von Quitzow war verheiratet mit Elisabeth Schenk von Landsberg, Edle auf Teupitz (1374 bis 1417), mit der er mindestens drei Kinder hatte. Während sein Bruder, der sich 1414 bei den Kämpfen auf seine Burg Plaue flüchtete und dort von den Truppen Friedrichs I. festgenommen worden war, dem Raubrittertum weitestgehend entsagt hatte, war Dietrich Raubritter aus Überzeugung. Mehrere Male wurde er im Laufe seines turbulenten Lebens festgenommen, aber immer wieder kam er durch Lösegeldzahlung, Bestechung oder durch Kampf frei.
Über ihn und seine Gräueltaten wurde vieles niedergeschrieben, insbesondere von dem damaligen Chronisten Engelbert Wusterwitz und auch später von Theodor Fontane, Karl May und anderen. Im Roten Rathaus von Berlin erinnert ein Fries an die Fehde gegen die Quitzows, und im Stadtteil Moabit ist eine Straße nach ihm und seinem Bruder benannt.

## Rezeption
- Der beiden Quitzows letzte Fahrten. Historischer Roman aus der Jugendzeit des Hauses Hohenzollern von Karl May erschien von November 1876 bis Juni 1877 in der Zeitschrift Feierstunden am häuslichen Heerde.